# Dieulino (obwód moskiewski)
Dieulino (ros. Деулино) – wieś w Rosji, w obwodzie moskiewskim, w rejonie siergijewo-posadskim, na północ od miasta Siergijew Posad. W 2010 roku liczyła 95 mieszkańców. 
Miejscowość była wzmiankowana pod koniec XVI wieku w formie Diewulino. Od wieku XVII występuje pod współczesną nazwą, która wywodzi się prawdopodobnie od imienia Diewula. W języku polskim funkcjonują także m.in. formy Deulino i Dywilino.
11 grudnia 1618 roku we wsi podpisany został rozejm między Rzecząpospolitą a Rosją zawarty na czternaście i pół roku, który kończył wojnę polsko-rosyjską zapoczątkowaną w 1609 roku. 
Rok później, na pamiątkę tego wydarzenia, wzniesiono we wsi drewnianą cerkiew pod wezwaniem świętego Sergiusza z Radoneża. Do świątyni przylegał od zachodu refektarz, do którego dobudowano później niewielki przedsionek z dzwonnicą. W 1849 roku parafianie zwrócili się do metropolity moskiewskiego Filareta z prośbą o otynkowanie cerkwi i wzniesienie obok niej kaplicy zimowej. Po oględzinach podjęto decyzję o wybudowaniu nowej, kamiennej świątyni pod wezwaniem Obrazu Zbawiciela Nie Ludzką Ręką Uczynionego. Nowa cerkiew została poświęcona w 1853 roku, zaś stara, drewniana cerkiew przetrwała do 1865 roku, kiedy została strawiona przez pożar. W latach 1876-1877 do kamiennej cerkwi dobudowano od strony zachodniej dwupoziomową dzwonnicę projektu Lwa Nikołajewicza Lwowa. Około 1940 roku budynek przestał pełnić funkcje religijne i został zaadaptowany na magazyn i spichlerz na potrzeby miejscowego sowchozu, stopniowo ulegając zniszczeniom. Cerkiew przywrócono do pierwotnych funkcji sakralnych w 1991 roku. W 2004 roku świątynia została odnowiona. Podlega ona, jako podworje, pod ławrę Troicko-Siergijewską. 
W latach 1918-1939 Dieulino było siedzibą sielsowietu.